# Дар'ївська сільська рада
Да́р'ївська сільська́ ра́да — адміністративно-територіальна одиниця та орган місцевого самоврядування в Білозерському районі Херсонської області. Адміністративний центр — село Дар'ївка.

## Загальні відомості
- Територія ради: 2,662 км²
- Населення ради: 2 825 осіб (станом на 2001 рік)
- Територією ради протікає річка Інгулець

## Населені пункти
Сільській раді були підпорядковані населені пункти:
- с. Дар'ївка

## Склад ради
Рада складалася з 20 депутатів та голови.
- Голова ради: Таточенко Сергій Кирилович
- Секретар ради: Черноус Валентина Володимирівна

### Керівний склад попередніх скликань
| Прізвище, ім'я, по батькові  | Основні відомості                                                             | Дата обрання | Дата звільнення |
| ---------------------------- | ----------------------------------------------------------------------------- | ------------ | --------------- |
| Мельничук Валентина Петрівна | Сільський голова, 1953 року народження, член Народної партії                  | 26.03.2006   | 31.10.2010      |
| Таточенко Сергій Кирилович   | Сільський голова, 1958 року народження, освіта середня загальна, безпартійний | 31.10.2010   |                 |

Примітка: таблиця складена за даними сайту Верховної Ради України

### Депутати
За результатами місцевих виборів 2010 року депутатами ради стали:

#### За суб'єктами висування
| Суб'єкт висування           | Кількість обраних депутатів | %  |
| --------------------------- | --------------------------- | -- |
| Самовисування               | 18                          | 90 |
| Комуністична партія України | 2                           | 10 |

#### За округами
| № округу                    | Прізвище, ім'я, по батькові       | Дата визнання обраним | Освіта             | Партійна приналежність                        | Відомості про обраного депутата                        |
| --------------------------- | --------------------------------- | --------------------- | ------------------ | --------------------------------------------- | ------------------------------------------------------ |
| Комуністична партія України |                                   |                       |                    |                                               |                                                        |
| 3                           | Півнєва Тетяна Дмитрівна          | 02.11.2010            | середня спеціальна | позапартійна                                  | Дар'ївська сільська рада, землевпорядник               |
| 5                           | Сергєєв Володимир Григорович      | 02.11.2010            | середня            | позапартійний                                 | пенсіонер                                              |
| Самовисування               |                                   |                       |                    |                                               |                                                        |
| 1                           | Анастасієнко Тетяна Миколаївна    | 02.11.2010            | середня спеціальна | позапартійна                                  | Дар'ївська дільнична лікарня, лаборант                 |
| 2                           | Палиничка Олена Анатоліївна       | 02.11.2010            | середня            | позапартійна                                  | тимчасово не працює                                    |
| 4                           | Воронова Любов Василівна          | 02.11.2010            | середня спеціальна | позапартійна                                  | Дар'ївська дільнична лікарня, медична сестра           |
| 6                           | Підибаєва Валентина Олександрівна | 02.11.2010            | середня спеціальна | позапартійна                                  | Дільнична виправна колонія № 10, старша медична сестра |
| 7                           | Дехтяр Оксана Борисівна           | 02.11.2010            | середня спеціальна | позапартійна                                  | приватний підприємець                                  |
| 8                           | Швець Тетяна Миколаївна           | 02.11.2010            | середня спеціальна | позапартійна                                  | Дільнична виправна колонія № 10, інспектор канцелярії  |
| 9                           | Черноус Валентина Володимирівна   | 02.11.2010            | вища               | член Всеукраїнського об'єднання «Батьківщина» | Дар'ївська сільська рада, секретар                     |
| 10                          | Плужний Сергій Григорович         | 02.11.2010            | вища               | позапартійний                                 | КПМТП «ДАР», директор                                  |
| 11                          | Зелінська Ганна Михайлівна        | 02.11.2010            | вища               | позапартійна                                  | Дитячий садок"Вишенька", завідувачка                   |
| 12                          | Ничипорчук Тамара Іванівна        | 02.11.2010            | середня            | позапартійна                                  | пенсіонер                                              |
| 13                          | Науменко Лідія Василівна          | 02.11.2010            | середня            | позапартійна                                  | пенсіонер                                              |
| 14                          | Брусник Тетяна Петрівна           | 02.11.2010            | середня спеціальна | позапартійна                                  | АЗС № 26, оператор                                     |
| 15                          | Яковлєва Валентина Федорівна      | 02.11.2010            | середня            | позапартійна                                  | ПМК — 143, завідувачка їдальні                         |
| 16                          | Жиромський Юрій Григорович        | 02.11.2010            | вища               | позапартійний                                 | пенсіонер                                              |
| 17                          | Макаров Олександр Євгенович       | 02.11.2010            | середня            | позапартійний                                 | пенсіонер                                              |
| 18                          | Павлов Олександр Васильович       | 02.11.2010            | вища               | позапартійний                                 | пенсіонер                                              |
| 19                          | Рибіцька Раїса Вікторівна         | 02.11.2010            | середня            | позапартійна                                  | Херсонський онкодиспансер, молодша медична сестра      |
| 20                          | Воронов Олексій Миколайович       | 02.11.2010            | середня            | позапартійний                                 | ДП «Вендельн Україна», майстер ЗПК                     |

## Населення
Згідно з переписом УРСР 1989 року чисельність наявного населення сільської ради становила 3197 осіб, з яких 1524 чоловіки та 1673 жінки.
За переписом населення України 2001 року в сільській раді мешкали 2824 особи.

### Мова
Розподіл населення за рідною мовою за даними перепису 2001 року:
| Мова       | Відсоток |
| ---------- | -------- |
| українська | 84,60 %  |
| російська  | 14,16 %  |
| білоруська | 0,18 %   |
| болгарська | 0,04 %   |
| молдовська | 0,04 %   |
| інші       | 0,98 %   |